# Juan Miguel Ruiz
Juan Miguel Ruiz Cintrón (Arroyo, 24 aprile 1981) è un allenatore di pallavolo ed ex pallavolista portoricano, nel ruolo di palleggiatore, assistente tecnico delle Cangrejeras de Santurce.

## Carriera

### Giocatore

#### Club
La carriera di Juan Miguel Ruiz inizia nella stagione 2000, quando debutta nella Liga de Voleibol Superior Masculino coi Rebeldes de Moca, aggiudicandosi immediatamente lo scudetto. Dopo tre annate con la franchigia di Moca, trascorre altrettanto tempo coi Vaqueros de Bayamón, per poi cambiare squadra di anno in anno: dopo una breve esperienza in Spagna con l'Andorra, difende i colori dei Leones de Ponce, dei Caribes de San Sebastián, raggiungendo peraltro le finali scudetto, dei Mets de Guaynabo e dei Changos de Naranjito.
Nella stagione 2010 approda ai Gigantes de Carolina, vincendo il secondo scudetto della sua carriera, mentre nel corso della stagione seguente è protagonista di uno scambio con Yamil Pérez, andando a difendere i colori dei Cariduros de Fajardo ed aggiudicandosi ancora un titolo nazionale. In seguito alla mancata iscrizione della franchigia di Fajardo al campionato, nella stagione 2013-14 gioca per i Plataneros de Corozal, facendo poi ritorno ai Cariduros de Fajardo nella stagione successiva.
Nel campionato 2015 la sua franchigia sceglie ancora una volta di non iscriversi alla LVSM, così fa ritorno agli ora denominati Gigantes de Carolina, raggiungendo ancora una finale scudetto. Nel campionato seguente approda ai neonati Patriotas de San Juan, venendo premiato come miglior palleggiatore ed inserito nella squadra delle stelle del torneo. Nella stagione 2017 passa agli Indios de Mayagüez, mentre nella stagione seguente difende i colori dei Llaneros de Toa Baja.
Per la Liga de Voleibol Superior Masculino 2019 fa ritorno ai Changos de Naranjito, venendo inserito nello All-Star Team del torneo. Dopo la cancellazione della LVSM del 2020, torna in campo dalla stagione 2021, sempre con la franchigia di Naranjito, aggiudicandosi uno scudetto, due premi come miglior palleggiatore e venendo inserito atrettante volte nello All-Star Team del torneo: si ritira al termine della Liga de Voleibol Superior Masculino 2023.

#### Nazionale
Nel 2012 riceve le prime convocazioni nella nazionale portoricana, con la quale conquista la medaglia di bronzo alla NORCECA Final Four 2023, venendo anche premiato come miglior palleggiatore, e ai XXIV Giochi centramericani e caraibici, dove indossa per l'ultima volta la maglia della nazionale.

### Allenatore
Nella stagione 2017 fa la sua prima esperienza da allenatore, ingaggiato come assistente allenatore di Ramón Lawrence dalle Capitalinas de San Juan, nella Liga de Voleibol Superior Femenino. Torna a disimpegnarsi come assistente allenatore nella Liga de Voleibol Superior Femenino 2023, ingaggiato dalle Cangrejeras de Santurce per assistere Jamille Torres.

## Palmarès

### Club
- Campionato portoricano: 4

2000, 2010, 2011-12, 2021

### Nazionale (competizioni minori)
- NORCECA Final Four 2023
- Giochi centramericani e caraibici 2023

### Premi individuali
- 2012 - Liga de Voleibol Superior Masculino: All-Star Team
- 2014 - Liga de Voleibol Superior Masculino: Miglior palleggiatore
- 2014 - Liga de Voleibol Superior Masculino: All-Star Team
- 2017 - Liga de Voleibol Superior Masculino: Miglior palleggiatore
- 2017 - Liga de Voleibol Superior Masculino: All-Star Team
- 2019 - Liga de Voleibol Superior Masculino: All-Star Team
- 2022 - Liga de Voleibol Superior Masculino: Miglior palleggiatore
- 2022 - Liga de Voleibol Superior Masculino: All-Star Team
- 2023 - Liga de Voleibol Superior Masculino: Miglior palleggiatore
- 2023 - Liga de Voleibol Superior Masculino: All-Star Team
- 2023 - NORCECA Final Four: Miglior palleggiatore